# Калвінь (комуна)
Калвінь, Калвіні (рум. Calvini) — комуна у повіті Бузеу в Румунії. До складу комуни входять такі села (дані про населення за 2002 рік):
- Бисченій-де-Жос (2075 осіб)
- Бисченій-де-Сус (956 осіб)
- Калвінь (847 осіб) — адміністративний центр комуни
- Оларі (346 осіб)
- Фресінет (147 осіб)

Комуна розташована на відстані 91 км на північ від Бухареста, 43 км на захід від Бузеу, 137 км на захід від Галаца, 69 км на південний схід від Брашова.

## Населення
За даними перепису населення 2002 року у комуні проживала 4371 особа.
Національний склад населення комуни:
| Національність | Кількість осіб | Відсоток |
| -------------- | -------------- | -------- |
| румуни         | 2827           | 64,7%    |
| цигани         | 1542           | 35,3%    |
| угорці         | 1              | < 0,1%   |
| німці          | 1              | < 0,1%   |

Рідною мовою назвали:
| Мова      | Кількість осіб | Відсоток |
| --------- | -------------- | -------- |
| румунська | 2930           | 67,0%    |
| циганська | 1438           | 32,9%    |
| угорська  | 1              | < 0,1%   |
| німецька  | 1              | < 0,1%   |
| сербська  | 1              | < 0,1%   |

Склад населення комуни за віросповіданням:
| Релігія       | Кількість осіб | Відсоток |
| ------------- | -------------- | -------- |
| православні   | 4323           | 98,9%    |
| адвентисти    | 46             | 1,1%     |
| п'ятдесятники | 2              | < 0,1%   |